# Сулејман Величанствени
Сулејман I (тур. I. Süleyman; Трапезунт, 6. новембар 1494 — Сигет, 7. септембар 1566), звани још и Кануни — „Законодавац“, био је османски султан (1520—1566), брат Хатиџе, Бејхан, Фатме и Шах султаније, муж султаније Хурем, западном свету је био познатији као Сулејман Величанствени, а источном свету као Законодавац (тур. Kanunî), због његових реформа правног система Османског царства. У своје време био је један од најмоћнијих светских владара, а често се убраја и у међу најмоћније владаре кроз историју.
Султан Сулејман Величанствени је дошао на власт са 26 година, 20. септембра 1520. године и владао је наредних 46 година. Сулејман је лично, на челу своје армије, учествовао у десет војних похода у Европи и три у Азији. Сулејман је лично предводио османску војску у походу на хришћанска упоришта: 1521. године заузет је Београд, а 1522. године опседнут је Родос. Освајањем острва поморски пут до Египта је осигуран, те су тако Турци имали потпуну контролу над трговином Венеције и Ђенове у Источном Средоземљу.
Сулејман је постао истакнути монарх Европе из 16. века, председавајући на врху економске, војне и политичке моћи Османског царства. Сулејман је лично водио османске војске у освајању хришћанских упоришта Београда и Родоса, као и већег дела Угарске пре него што су његова освајања била обуздана опсадом Беча 1529. Он је освојио већи део Блиског истока у свом сукобу са Сафавидима и велике области Северне Африке све до Алжира. Под његовом влашћу, османска флота је доминирала морима од Средоземног до Црвеног мора и кроз Персијски залив.
Историчари Сулејмана сматрају за најбољег владара ког је Османско царство имало, због великих експанзија, дипломатских способности, као и великог привредног и културног напретка царства под његовом влашћу.
На челу царства које се ширило, Сулејман је лично увео велике промене у судству које се односе на друштво, образовање, порезе и кривично право. Његове реформе, спроведене у сарадњи са главним судским званичником царства Ебусудом ефендијом, усагласиле су однос између два облика османског права: султанског (канун) и верског (шеријатског). Био је истакнути песник и златар; постао је и велики покровитељ културе, надгледајући „златно“ доба Османског царства у његовом уметничком, књижевном и архитектонском развоју.
Прекинувши отоманску традицију, Сулејман се оженио Хурем, женом из свог харема, православном хришћанком русинског порекла која је прешла у ислам, а која се на Западу прославила именом Рокселана, због своје црвене косе. Њихов син Селим II наследио је Сулејмана након његове смрти 1566. након 46 година владавине. Остали Сулејманови потенцијални наследници, Мехмед и Мустафа, су умрли; Мехмед је умро 1543. од малих богиња, а Мустафа је задављен на смрт 1553. по султановом наређењу. Његов други син Бајазит погубљен је 1561. по Сулејмановом наређењу, заједно са четири Бајазитова сина, након побуне. Иако научници више воле да користе речи „кризу и прилагођавање“ него "пад" Османског царства, након његове смрти, крај Сулејманове владавине био је прекретница у османској историји. У деценијама након Сулејмана, царство је почело да доживљава значајне политичке, институционалне и економске промене, феномен који се често назива Трансформација Османског царства.

## Алтернативна имена
Сулејман Величанствени (محتشم سليمان, Muḥteşem Süleymān), као што је био познат на Западу, био је и Сулејман Први (سلطان سليمان اول Sulṭān Süleymān-ı Evvel) и Сулејман Законодавац (قانونی سلطان سليمان س, Ḳānūnī Sulṭān Süleymān) за његову реформу османског правног система.
Нејасно је када је тачно термин Кануни (Законодавац) први пут коришћен као епитет за Сулејмана. Потпуно је одсутан у османским изворима из шеснаестог и седамнаестог века и можда датира из раног 18. века.
Постоји традиција западног порекла, према којој је Сулејман Величанствени био „Сулејман II“, али та традиција је заснована на погрешној претпоставци да је Сулејман Челебија требало да буде признат као легитимни султан.

## Биографија

### Детињство и младост
Сулејман је рођен у Трабзону на јужној обали Црног мора од принца Селима (касније Селима I), вероватно 6. новембра 1494. године, иако овај датум није познат са апсолутном сигурношћу или доказима. Његова мајка је била султанија Ајше Хафса, преобраћена у ислам, чије порекло није сасвим познато, која је умрла 1534. године.  Са седам година, Сулејман је започео студије науке, историје, књижевности, теологије и војне тактике у царским школама Палата Топкапи у Цариграду. Као младић, спријатељио се са Паргали Ибрахимом, робом који је касније постао један од његових најпоузданијих саветника (али који је касније погубљен по Сулејмановом наређењу). Са седамнаест година постављен је за гувернера прво Кафе (Теодозије), а затим Манисе, са кратким стажом у Једрену.
Док је будући султан био заузет административном праксом у царству, његов отац Селим, током путовања од Цариграда до Једрена, умире. Одмах је одлучено да се ова вест задржи у тајности, до доласка сина, како би се спречили могући нереди у редовима војске. Међутим, када је Сулејман стигао до очевог ковчега, јањичари, елитне пешадијске трупе војске, позитивно су дочекали сукцесију и бацили капе у знак жалости без икаквих нереда, такође захваљујући донацији од по 5.000 битера који су им дали од новог султана да гарантује њихову лојалност. Вративши се у Цариград на челу погребне поворке, Сулејман је 1. новембра могао да прими почаст високих достојанственика, улеме и великог муфтије у сали дивана, званично ступајући на трон као десети османски султан. Међу његовим првим званичним актима била је наредба да се изгради џамија посвећена његовом оцу и да уобичајене донације бенефиција припадницима војске. Штавише, одлучио је да укине неке оштре одредбе које је раније наредио Селим и ослободио шест стотина египатских угледника како би повукао линију разграничења са немилосрдним режимом који је предузео његов отац у последњим годинама свог живота.
Рани опис Сулејмана, неколико недеља по ступању на престо је обезбедио млетачки изасланик Бартоломео Контарини: „Он има 26 година, висок је али жилав и има деликатан тен. Врат му је мало предуг, лице му је танко, а нос има орловски изглед. Има тамну нијансу бркова и малу браду; без обзира на то има пријатно држање, иако његова кожа више вуче на бледу боју. Кажу за њега да је мудар владар, да воли школовање и сви људи очекују добро од његове владавине.“
С друге стране, његова прва брига о јавном реду дошла је из Сирије, где је била у току побуна коју је подстакао високи достојанственик који је освојио Дамаск, Бејрут и Триполи. Сулејман је брзо реаговао, пославши контингент по наређењу Ферхад-паше "Далматинца" који је поразио побуњенике гушењем нереда. Тако је показао своју одлучност и административни капацитет, карактеристике које су га у очима његових поданика учиниле достојним да влада царством које је у то време већ било огромно, преовлађујући над целим муслиманским светом, и које ће наставити да шири његов живот.

## Освајачки походи

### Освајања у Европи
Након што је наследио свог оца, Сулејман је започео низ војних освајања, што је на крају довело до побуне коју је предводио гувернер Дамаска којег је поставило Османско царство 1521. Сулејман је убрзо извршио припреме за освајање Београда од Краљевине Угарске — нешто што је његов прадеда Мехмед II није успео да постигне због снажне одбране Јанош Хуњадија у региону. Њено хватање је било од виталног значаја за уклањање Мађара и Хрвата који су, после пораза Албанаца, Бугара, Византинаца и Срба, остали једина страшна сила која је могла да блокира даље освајање Османлија у Европи. Сулејман је опколио Београд и започео серију тешких бомбардовања са острва у Дунаву. Београд, са гарнизоном од само 700 људи, и без помоћи од Угарске, пао је августа 1521.

### Пад Београда
Постављајући своју власт унутар османских граница, Сулејман је могао да се бави спољном политиком. У то време, Европа је пролазила кроз период тешкоћа изазваних непрекидним сукобима и насилним унутрашњим поделама између католика и протестаната. Да брани границе Светог римског царства на истоку био је Фердинанд Хабзбуршки, брат цара Карла V.
Мир из 1503. године, потписан на крају турско-млетачког рата, предвиђао је плаћање годишњег пореза у корист Османлија. Убиство посланика који је дошао да прикупи новац од стране Мађара био је Сулејманов казус бели да нападне дунавске хришћане у циљу освајања Београда, стратешког града из којег је потом могао да крене ка Бечу и Будимпешти. Током целе зиме 1520. године царство је било заузето припремањем експедиције, прве Сулејманове. Дана 6. фебруара наредне године, војска предвођена султаном напустила је Цариград усред раскошног славља.
После неколико месеци путовања подељене у три колоне, трупе су се поново ујединиле под капијама Београда, започевши опсаду града 25. јуна; у правцу операција, уз султана су били његови највиши достојанственици, укључујући пашу Ибрахима, великог везира Пири Мехмеда и Мехмет-бега Михалоглуа, каснијег де факто гувернера Влашке. У почетку се одбрана града показала ефикасном, али када су се поделе вере између опкољених, католика и православаца осетиле, отвориле су пут Османлијама. Тако је, после дугог бомбардовања, 29. августа Сулејман успео да уђе у град где се лично клањао петком.
Подстакнут успехом Београда, Сулејман је преузео пројекат који је развио његов отац Селим за напад на хришћанску тврђаву Родос, подухват који је већ 1480. године безуспешно покушао Мухамед II. Острво Родос, у то време у рукама витезова Светог Јована, представљало је праву опасност за Османлије, као база за хришћанске гусаре који су дуго нападали муслиманске ходочаснике на путу за Меку и пљачкали трговачке бродове. Свестан да Европљани неће да интервенишу јер су увучени у унутрашње сукобе, султан је био одлучан да свему томе стане на крај.
Сулејман је лично примио Великог мајстора пре него што је напустио град, пријатељски га дочекавши и тешећи га; изгледа да је султан поверио великом везиру да је „заиста тужан што је избацио овог старца из своје палате". Преживели витезови су 1. јануара 1523. напустили острво да би отишли у изгнанство у Месину (одакле су се касније неколико година касније настанили на Малти); Сулејман је, не без потешкоћа, још једном тријумфовао, бацивши терор на хришћанско становништво Европе.

### Опсада Родоса
Након што је 1. јуна 1522. послао писмо у којем је тражио предају острва Великом мајстору витешког реда Филипу де Вилије де Л'Исл-Адаму, Сулејман је наредио шефу експедиције Лали Кара Мустафи паши да османска морнарица напусти цариградску луку и упутио својих приближно три стотине бродова на Родос. Неколико дана касније, 18. јуна, султан је отишао копном са пратњом од сто хиљада људи из Ускудара да ратује против витезова. Стигавши 2. јула у Кутахју, придружио се осталим снагама које су му дали на располагање гувернери Румелије и Анадолије. Османска војска је стога стигла у Мармарис 28. јула. Поздрављен пуцњавом преко стотину пушака, султан је започео опсаду Родоса.
Иако је Л'Исл-Адам могао рачунати на мале снаге за одбрану града, које су чиниле око 7.000 војника и 700 коњаника, ово је било добро мотивисано. Међутим, великом мајстору је било јасно да је једина могућа стратегија да се заустави 200.000 Османлија била да се одвоји време и да се нада брзој интервенцији других европских хришћанских снага. Забринут због наставка опсаде, Сулејман је 23. септембра наредио јуриш на зидине Родоса који је, међутим, сломљен у снажној одбрани витезова и који је обе стране коштао великих губитака. Нови покушај јуриша 12. следећег месеца такође је завршио неуспехом након што је рањен ага (командант) јањичара. Дана 10. децембра, након што је неколико дана раније изгубио преко 3.000 војника у једном нападу, Сулејман је предложио да хришћани преговарају о предаји. Након што је одвојио више времена, Л'Исл-Адам је коначно схватио да никада неће добити помоћ којој се надају од западних хришћана и да не може дуго да издржи опсаду. Тако је договорен споразум о предаји који је омогућио витезовима да безбедно напусте острво, а преосталим становницима да буду ослобођени пореза и данка у крви на пет година; упркос томе, команданти нису могли да зауставе јаничаре који су опљачкали град и оскрнавили света места.
Сулејман је лично примио Великог мајстора пре него што је напустио град, пријатељски га дочекавши и тешећи га; изгледа да је султан поверио великом везиру да је „заиста тужан што је избацио овог старца из своје палате". Преживели витезови су 1. јануара 1523. напустили острво да би отишли у изгнанство у Месину (одакле су се касније неколико година касније настанили на Малти); Сулејман је, не без потешкоћа, још једном тријумфовао, бацивши терор на хришћанско становништво Европе.

### Унутрашњи послови
Вративши се у Цариград, Сулејман је свог дугогодишњег пријатеља Ибрахим-пашу именовао за великог везира Османског царства и команданта целе војске са изузетком јањичара, како је било уобичајено. Однос великог пријатељства и поверења између султана и Ибрахима увек је веома интересовало историчаре и савременике; рођен као хришћанин 1494. вероватно у Парги, древном венецијанском поседу у Епиру, Ибрахим је заробљен и потом понуђен Сулејману. Од самог почетка истакао се својом интелигенцијом и способношћу учења, па је одлучено да се правилно образује. Када је Сулејман постао султан, Ибрахим је имао прилику да се брзо попне на врх хијерархије царства, именован је за великог везира у јуну 1523. Међутим, изгледа да је сам Ибрахим, забринут за своју безбедност, питао свог пријатеља султана да не буде узет у обзир за тако престижну и истовремено ризичну позицију, али да је Сулејман одбио да му удовољи молби, па му је заузврат осигурао безусловну заштиту.
Хасеки (омиљена конкубина) и Сулејманова жена, султанија Хурем (1502–1558), родиле су 18. маја 1524. сина Селима. Мало се зна о пореклу Хурем, познате на Западу као Рокселана; вероватно је била татарска робиња дата за царски харем. У сваком случају убрзо је постала Сулејманова миљеница, који је за њу напустио прву „хасеки” Махидевран која му је дала најстаријег сина принца Мустафу 1515. године, када је још био гувернер Магнезије. Пре Селима, Хурем је имала још два сина, принца Мехмета рођеног 1521. и принца Абдулаха рођеног 1522. који је умро само три године касније. Много се расправљало о фигури Рокселане; у стању да за кратко време пређе од робиње харема у конкубину и на крају у закониту жену, мимо османских обичаја, имала је велики утицај на султана, толико да је неки историчари виде као ткалицу сплетки, што је завршило условљавањем читаве политике царства, а посебно сукцесије султаната, видећи у њој покретача такозваног „султаната жена“.
Године 1521. умрла су два од три сина Махидевран. Једини преостали наследник био је шестогодишњи дечак Мустафа. Хуремина шанса да роди наследника дала јој је неопходну подршку на суду. У ствари, 1521. године Хурем је родила прво дете по имену Мехмет. Следеће године рођена је Михримах, једина преживела Сулејманова ћерка; Абдулах је рођен убрзо након тога и живео је само три године. Селим је рођен 1524. а годину дана касније Бајазит. Последњи син којег је Хурем родила је Џихангир, 1531. Године 1534. умрла је Ајше Хафса, Сулејманова мајка, која је предузела кораке да задржи сукоб између Рокселане и Махидеврана под контролом.
Рокселана је Сулејману дала шесторо деце, а од свих синова преживео је само Селим; остали су умрли током борбе за престо. Умро је и Мустафа, око чега постоји легенда. Та легенда каже да је Хурем, која је стварала интриге против Мустафе, била та која је изазвала његову смрт: Рокселана је успела да убеди Сулејмана да је њен син желео да га збаци са престола, и на крају га је погинуо. До данас су, међутим, стигла нека Мустафина писма упућена Сафавис Шаху, која показују како је Мустафа заправо ковао заверу против свог оца. Кап која је прелила кичму Сулејману била је посета аустријског амбасадора, који је уместо код султана отишао директно код Мустафе и после посете целом двору најавио да ће принц Мустафа бити одличан султан. Чувши ту вест, Сулејман је одлучио да погуби Мустафу: задављен је 1553. током војног похода на Персију. Друга легенда каже да је Џихангир умро од носталгије за братом.

### Мохачка битка
После победа на Дунаву и Родосу, царство је доживљавало период мира, али то није била ситуација добро виђена свима, јер је османска ратничка традиција желела да султан буде стално ангажован у борби за проширење царских граница и ширење ислама у целом свету. Када су јањичари схватили да нема планова за нове војне походе, искористивши одсуство султана који је отишао у Једрене у лов, изазвали су немире у престоници, принудивши султана да се одмах врати. Одмах повративши контролу, било тако што је сам погубио неке изгреднике или поделио новац војницима да их смири, Сулејману је било јасно да је неопходно планирати војну експедицију што је пре могуће.
Тако је почетком зиме 1525. султан наредио да се предузму припреме за војни поход, а да није одредио његов циљ. Тек у првим месецима 1526. године, такође на позив Франсоа I од Француске, са којим је царство почело да тка прве контакте (што је убрзо резултирало антихабзбуршким савезом), он је одлучио да поново нападне хришћанске границе; експедиција би се према томе преселила у Мађарску. Дипломатске припреме су биле грозничаве: неутралност Млетачке републике је обезбеђена захваљујући давању одређених привилегија, док је било јасно да цар Карло V не би интервенисао јер је био окупиран у рату Лиге Коњака против Франсоа I. Штавише, Сулејман је сматрао да су источне границе шаха Тахмаспа I са Персијом безбедне и да би његова интервенција тамо могла бити одложена.
Упркос чврстоћи са којом се владало царством, побуне су биле прилично честе. Вероватно због незадовољства због постављања Ибрахима паше за великог везира, његов конкурент Ахмед-паша, управо постављен за гувернера Египта, дигао је устанак, успевши у први мах да добије подршку мамелучких великодостојника, господара витешких болница, Јерусалима, шаха Исмаила I од Персије и, чак, папе. Међутим, када су га Мамелуци напустили, убрзо је убијен, а побуна је угушена. Свестан чињенице да је Египат представљао плодно тло за устанке, Сулејман је одлучио да пошаље Ибрахима, једину особу којој је могао потпуно да верује, у мисију. За годину дана, верни велики везир је успео да покори побуњенике, прогласи законе, реорганизује управљање влашћу; његов успех је био толико раширен да више од три века није било побуна у овој области.
Тако је 21. априла 1526. Сулејман напустио престоницу предводећи војску од 100.000 људи и три стотине топова. Заједно са њим ишли су велики везир Ибрахим, неки везири, драгоман капије и други достојанственици. Експедиција је, не без потешкоћа, стигла у Софију где се поделила: султан је кренуо ка Београду одакле ће наставити за Будим (данашња Будимпешта), док је велики везир за циљ имао Петроварадин, који је заузео после кратке опсаде, где је погинуло само 25 Османлија. Током марша покорени су градови Илок и Осијек, а мост преко Драве дуг 332 метра изграђен је за само пет дана, који је одмах порушен када је војска прешла преко њега, како би се елиминисала свака могућност повлачења. Војска је тада стигла у мохачку равницу где га је чекао угарско-чешки краљ Луј II/Лајош II да би га спречио да настави ка Будиму.
Битка код Мохача одиграла се 29. августа и почела је повољно за хришћанске трупе, упркос њиховој бројчаној инфериорности и због чињенице да су Лајошеви захтеви за помоћ са Запада били разочарани. Велика храброст угарске коњице је изашла на видело, толико да су 32 витеза отишла толико далеко да су озбиљно угрозили живот самог Сулејмана, који је спашен својим оклопом и жртвом сопствених телохранитеља и јаничара који су затворили се у његову одбрану. Међутим, јасна супериорност османске артиљерије направила је разлику и до вечери је хришћанска војска бежала; у повлачењу, краљ Лајош је умро када је пао у реку, придруживши се тридесет хиљада мртвих међу хришћанским редовима. Сулејман је још једном тријумфовао, пут до тријумфалног уласка у Будим био је отворен.
Вративши се у Цариград на крају похода, султан се могао сматрати господарем судбине Угарске. Смрт краља Лајоша изазвала је колапс мађарске централне власти и избила је борба за власт. Неки племићи понудили су круну Угарске аустријском надвојводи Фердинанду I Хабзбуршком, повезаном сродством са угарском краљевском породицом. Други племићи су се, међутим, обратили Јовану Запољи, којег је подржавао Сулејман, али га силе хришћанске Европе нису признале.
Мађарска је била подељена на три дела: већи део данашње Угарске је присвојио Сулејман, вазална држава Трансилванија је створена и поверена породици Запоља, док је Фердинанд добио Краљевску Угарску. Тако је граница између Османског царства и Светог римског царства била привремено фиксирана.

### Опсада Беча
Сада када је потчинио Мађарску, Сулејман је могао да тежи једној од својих највећих амбиција: Бечу. Тако је 10. маја 1529. године, уз уобичајене церемоније уз велику помпу, напустио престоницу и вратио се у Мохач где је срео Запољу који је на свечаној аудијенцији био признат за краља Угарске, а тиме и за вазала Османског царства. Минијатура сачувана у палати Топкапи подсећа на догађај и приказује тренутак у коме је султан предао круну Запољи, обучен у почасни кафтан. Напустивши место једне од његових најважнијих победа, Сулејман је за само три дана стигао у Будим, поново окупиран од стране хришћанских трупа. Након кратке опсаде, град је заузет, а становништво одведено у ропство, али је, за разлику од претходног пута, јањичарима забрањено да пљачкају. Неколико дана касније, Запоља је званично крунисан за краља; Сулејман није учествовао у церемонији, вероватно да не би придао превелик значај оном кога је сматрао само вазалом од малог значаја; даље, приближавала се јесен и зато је требало што пре преселити се у Беч.
Опсада Беча почела је 27. септембра 1529. и дошло је до сукоба између османске војске Сулејмана, од 120.000 људи, 28.000 камила и 300 комада артиљерије, и хришћанских бранилаца од око 20.000 бораца и 72 топова под наредбом Филип Фалц Нојбурга.
Операције су се показале тежим него што се очекивало за Османлије, упркос непрестаној артиљеријској ватри која је успела да пробије градске зидине, нападачи необјашњиво то нису искористили да покушају да уђу унутра. Фрустрација због дуготрајне опсаде, као и очекивања и забринутост за приближавање зиме навели су Сулејмана да нареди јуриш на Корушку капију за 14. октобар. Резултат акције је, међутим, био неуверљив и султану није преостало ништа друго него да одустане од подухвата и врати се у Цариград, али не пре него што је војни поход прославио као да је успео и порицао да је циљ био да освоји Беч. Повратак је трајао око два месеца, током којих је османска војска изгубила много људи због болести и лошег времена.

### Поново у Угарској
Упркос својим огромним победама у Мађарској, Сулејман још није у потпуности потврдио свој ауторитет у региону. Тако је 22. априла 1532. поново напустио престоницу на челу са преко 100.000 људи у чијим редовима је било 12.000 јаничара, 30.000 војника из Анадолије, 16.000 из Румелије, 20.000 спахија којима је придодато 300 топова.
Стигавши у Београд, добио је даља појачања од Татара Сахиба I Гираја, Сулејман је био спреман да се једном за свагда суочи са царем Карлом V. Међутим, његова амбиција није могла бити испуњена: хришћани се уопште нису осећали спремнима да се суоче са таквим непријатељем. Cтога је Фердинанд Хабзбуршки радије послао два амбасадора султану да му понуде данак од 100.000 дуката у замену за мир и његово признање за краља Угарске. У међувремену, Сулејман је добио још један дипломатски предлог: краљ Француске је предложио да изврши инвазију на Италију како би се тамо сукобио са Карлом. Сулејман је одбио обе понуде, али што се тиче друге, обећао је да ће помоћи Французима у освајању Ђенове и Милана, једном од првих суштинских дела француско-османског савеза.
Пошто нису успели у дипломатском покушају да зауставе османско напредовање, хришћани су морали да се ставе у дефанзиву. Сулејманова војска се, после бројних успеха, зауставила током опсаде Гунса, града удаљеног само 100 километара од Беча и коју је бранило само 800 људи под командом Николе Јуришића, која је трајала цео август, што је довело до тога да Османлије троше драгоцено време. Након што је мукотрпно освојио град, Сулејман је радије кренуо на запад, у Штајерску, уместо да циља директно на Беч, вероватно зато што се надао да ће Карла V извући из града и самим тим се суочити на отвореном, али је хабзбуршки цар више волео да избегне контакт и остао унутар зидова.
У Штајерској је Сулејман освојио неколико градова, али је морао одустати од заузимања Граца и Марибора који нису попустили османској сили. Време изгубљено у Гунсу није му дозволило да дуго настави са операцијама и 18. новембра 1532. године вратио се у Цариград. Исход овог похода такође је свечано прослављен: прича се да је у престоници церемонија трајала пет дана, међутим султан се није могао сматрати потпуно задовољним. По завршетку догађаја потписано је примирје између Османлија и хришћана, које је касније резултирало Цариградским уговором 1533. године; Овим је Запоља задржао краљевину Угарску, Карло V је сачувао границе и могао је да концентрише своје снаге да се супротстави Смалкалдској лиги. Сулејман је, пак, сада могао да скрене поглед ка Персији, свестан могућности да прекине примирје са хришћанима кад год пожели.

### Поход у Ираку
Вековима су у муслиманском свету постојали контрасти између Османлија и Сафавидског царства са потоњим које је владало Персијом и данашњим Ираком, подељено у вери: бивши сунити, а други шиити. Шиитски ученици, или кизилбаши, прогањали су суните у Месопотамији, претварали џамије и 1508. године били криви за уништавање гробнице Абу Анифе ал-Нуʿмана, једног од најважнијих сунитских теолога у историји. Такође су спречавали везе између Османлија и њихових савезника Узбекистанаца. Ова ситуација захтевала је од Османлија да што пре интервенишу. Чим је султан добио изговор да затражи посед над Багдадом, одлучио је да нападне супарничко царство и Ибрахим је у јесен 1533. добио наређење да преузме команду над војском да крене према Персијском Азербејџану где је 16. следеће године је освојио Табриз. Почело је оно што ће постати познато као „поход на два Ирака“.
Два месеца касније, након путовања на којем је тријумфално прелазио разне градове, Сулејман је стигао до свог великог везира и заједно са њим преселио се у престоницу Персије. Багдад који је дуго времена био један од најважнијих центара ислама и седиште калифата, али који је у то време већ неко време био у опадању. Војска која је учествовала у овој експедицији била је огромна: каже се да ју је чинило око 200.000 људи, што је подразумевало не мало логистичких потешкоћа и потешкоћа у снабдевању, потешкоће које су биле наглашене лошом сезоном која се назирала.
Како се османска војска приближавала, шах је одбио директну конфронтацију и евакуисао град; 4. децембра 1543. Сулејман је тако могао да уђе без борбе и стога је себе сматрао легитимним наследником калифа и шампионом сунизма. Са припајањем Багдада Османском царству, град ће доживети нову сезону раста и просперитета. После зимовања у Багдаду, 2. априла 1545. године Сулејман је са својом војском кренуо на тежак пут који га је за три месеца одвео назад у Табриз где се настанио у шаховој палати. Као што се догодило у прошлој кампањи у Мађарској, када је Сулејман тражио директну конфронтацију са Карлом V, на исти начин је био уверен да може да се супротстави шаху; али и он је, као што је то учинио Карло, побегао од удара на тако јаку војску, преферирајући стратегију чекања и гледања. Тако су га познате логистичке потешкоће османске војске, која је била далеко од својих база за снабдевање, натерале да одустане од идеје да гони шахову војску, много покретнију и опуштенију у региону, и да освоји свети градове Ком и Кашан. Сулејман је затим издао наређење да се врати у Цариград, где је стигао првих дана јануара 1536. У кампањи је страдало преко 30.000 људи, углавном због глади и болести, али је султана прославио у очима његових суверника, као велики освајач који је учинио да сунизам тријумфује над шиитском јереси; царство се сада простирало од капија Беча до Багдада.
Неколико дана након завршетка експедиције догодио се догађај који историчари и данас доводе у питање. 15. марта 1536. велики везир Ибрахим-паша пронађен је мртав у својој спаваћој соби у палати Топкапи. Његово погубљење је свакако наредио сам Сулејман; разлози који су султана довели до овог избора су непознати и формулисане су само теорије: сумња да је у питању завера или резултат захтева Рокселане која је у Ибрахиму видела ривала за власт, најпоузданије су хипотезе. Чињеница је да је Сулејман морао да зажали што је убијен његов најбољи пријатељ, успешан пратилац и одличан стратег.

### Северна Африка и Медитеран
Након подунавског и персијског похода, Сулејман је почео да гледа на Медитеран, у то време под контролом морнарица Венецијанске Републике и Рагузе. Упркос неким успесима, попут оних заробљених на Родосу или Египту, османска флота није била тако страшна као њене копнене снаге, међутим доступност стратешки постављених лука и ефикасних арсенала пружила је Османлијама потенцијал да импресионирају власт над морем. Кључна фигура у реорганизацији османске морнарице био је, као и савременик Андреа Дорија за Шпанце, корсар Кајир ал-Дин, познат у Европи као "Барбароса". Син грчког грнчара из Митилене, захваљујући својим походима на Медитеран убрзо је стекао велику репутацију која га је навела да крајем 1533. тријумфално уђе у Цариград где је постављен за капуданпашу (еквивалент великог адмирала) османске флоте и управника (бега) острва. Са својом престижном титулом, за неколико месеци је организовао Сулејманову флоту, док је он био заузет у Персији, спреман за борбу са хришћанским поморским силама.
Барбароса је прво освојио Тунис, у то време у рукама династије Хафсида. Међутим, у јулу 1535. град је заузврат освојио Карло V који је, забринут због османске експанзије на Медитерану, лично преузео команду у контраофанзиви коју су његови савременици сматрали крсташким ратом заједно са Доријом. Упркос великој победи хришћана, Барбаросина флота је претрпела само незнатне губитке и могла је, неколико месеци касније, да нападне Балеаре и Валенсију, опљачкајући их. Уверен у могућност успеха на мору, сам султан је надгледао радове наоружавања нове флоте који су трајали током целе 1536. године у двориштима Златног рога.
Дана 17. маја 1537. Сулејман је у пратњи својих синова Селима и Мехмеда стигао у Валону, у данашњој Албанији, са планом да нападне Бриндизи, док је његов савезник Франсоа Валоа кренуо на освајање Ђенове и Милана. Лутфи-паша и Барбароса учествовали су у експедицији као команданти флоте. План, међутим, није спроведен, пошто је француски краљ прекршио споразуме и напао у Фландрији и Пикардији. У међувремену, напад неких венецијанских галија на путујућу османску дипломатску делегацију дао је Сулејману изговор да промени циљ и упути се на Крф, важну базу Серенисиме.
Операције опсаде града почеле су у августу исте године и биле су први чин онога што се дефинише као трећи турско-млетачки рат, део ширег сценарија турско-млетачких ратова. Иако је Сулејман могао да рачуна на снагу од 25.000 људи и 320 бродова, отпор Млечана се показао прилично јак, посебно је артиљерија бранилаца била пресудна у намери да султан одлучи да се повуче. Традиција каже да је Сулејман, након што је приметио губитак две галије, изјавио да се „живот једног муслимана не може платити освајањем хиљаду тврђава".
Вративши се у Цариград, султан је поверио Барбароси мисију борбе против Млечана са седиштем на егејским острвима како би их истерао. Током два војна похода која су уследила, капуданпаша је постизао успех за другим, рачунајући разна освајања острва Сирос, Патмос, Егина, Парос, Андрос, Скијатос, Скирос, Серифос. 28. септембра 1538. Барбароса је победио Свету лигу коју је промовисао папа Павле у бици код Превезе. На крају операција пало је или опљачкано 25 венецијанских острва, док је хиљаде хришћана заробљено. Дана 20. октобра 1540. потписан је мир којим су се амбасадори Венеције договорили са Сулејманом да плате 300.000 дуката као ратну одштету и да дефинитивно напусте острва која је освојио Барбароса, којима су додате Науплија и Малвазија.
У октобру следеће године, Карло V је покушао да заустави успехе Османлија предводећи експедицију у Алжир, што се, међутим, показало катастрофалним за хришћане. Сулејман се тако нашао као апсолутни господар Медитерана, примат који су Османлије задржале више од тридесет годинa.

### Наслеђивање престола Угарске
Године 1539. велики везир Ајас Мехмед-паша, који је наследио највишу функцију Високе порте након убиства Ибрахим-паше, умро је од куге, а султан је одлучио да именује Лутфи-пашу, свог зета и генерала Османске војске на његово место. Он је имао албанско порекло.
Султан није имао времена да потпише мир са Венецијом, која је већ морала да скрене пажњу на Угарску одакле су стизале забрињавајуће вести. У јулу 1540. Запоља је умро петнаест дана након што је добио сина од Изабеле Јагелонске, ћерке пољског краља Жигмунда. Иако је Сулејман веровао да је дете легитимни наследник, изашао је на видело тајни споразум који је Запоља склопио 1538. у којем је изјавио да ће се Мађарска по његовој смрти вратити Фердинанду Хабзбуршком у замену за његово признање престола све док био је у животу. За Сулејмана је овај споразум био неприхватљив јер је био договорен пре рођења његовог сина, док је Фердинанд тврдио да дете није Изабелин син и стога је извршио инвазију на Мађарску.
Тако су Изабела и њен син Јован напустили Будим да затраже помоћ од Сулејмана, који је због тога морао поново да крене у правцу Мађарске. Овога пута османска војска је наишла на слаб отпор на свом путу и, ојачана трупама које је поставила Изабела, опседала је Будим, поразивши одбрану коју је предводио Вилхелм фон Рогендорф, протеравши империјале који су на терену оставили 16.000 људи. 2. септембра 1541. султан је у пратњи сина принца Бајазита и великог везира Хадима Сулејман-паше (који је пре неколико месеци преузео дужност од Лутфи-паше) ушао у град са великим почастима и, по свом обичају, отишао у цркву која је у међувремену претворена у џамију за молитву. Најпре је дао реч Изабели да ће њен мали син Јован завладати Угарском чим достигне потребну старост, а затим се вратио у Цариград.

Али нису прошле ни две године да је поново морао да оде у свој осми поход у Мађарску. Заиста, Фердинанд је, захваљујући тренутку мира на унутрашњем фронту са протестантима, поново поднео претензије на престо Угарске, предложивши Сулејману да буде признат за краља у замену за годишњи данак од 100.000 дуката. Султану, који апсолутно није имао намеру да прихвати понуду, није преостало ништа осим да 23. априла 1543. напусти престоницу и зарати са Хабзбурговцима. И овога пута поход је почео на најбољи начин за Османлије који су заузимали једну за другом тврђаве Славоније и Угарске лојалне Фердинанду. Након што је поново ушла у Будим, османска војска је одмах кренула на север да опседа Острогон који је пао након отприлике две недеље захваљујући помоћи француске артиљерије коју је понудио краљ Франсоа Валоа.
Нови успех против хришћана окончао је Фердинандове амбиције према Угарској која ће остати у рукама Османлија до 1686. Након овог успеха уследили су дуги преговори који су резултирали миром закљученим 13. јуна 1547. између Османлија и Светог римског царства. Сулејман, међутим, није могао бити у потпуности задовољан, пошто још није успео да се сукоби на отвореном против цара Карла V, а смрт Франсоа Валое, која се догодила 31. марта 1547, учинила је овај циљ мало вероватним у будућности, јер му је недостајао суштински савезник на европској шаховској табли. Било је време да поново погледа Персију.

### Други поход на Персију
Почетком 1548. Сулејман је поново напустио Цариград да би са својом војском кренуо у Персију. Упркос успеху његове прве експедиције, његов ауторитет је био у опасности: неколико вазала се показало неверницима, а пропаганда Сафавида у корист шиизма наставила је да прозелитизира у Анадолији.
Прва акција, када је стигао до позоришта операција, била је опсада Вана, који се недавно вратио у руке шаха Тахмаспа након што га је изгубио 1534. Заузевши Ван крајем августа, султан је одлучио да се склони у Алеп за зиму. У исто време, османска војска је заузела друге локалне тврђаве док је син шаха по имену Сулејман Мирза, који је прошао кроз редове Османлија, пустошио западни Иран све док није заробљен и потом убијен. После зиме турска војска је кренула ка Ерзуруму док је велики везир Рустем-паша наставио да потчињава сафавидске тврђаве између Карса и Артвина.
Кампања је била успешна и поново је потврдила османску власт над Персијом, али Сулејман ни овога пута није успео да дефинитивно затвори рачуне са династијом Сафавида, приморавши га неколико година касније да поново крене путем у Персију за трећи поход.

### Проблем са наслеђивањем
Сулејман је имао шест синова од своје две партнерке, Махидевран и Хурем, од којих су четири преживела после 1550. године: старији принц Мустафа је био син од Махидевран, док су млађи Селим, Бајазит и Џихангир били од Хурем. Хурем је била свесна да ће, ако Мустафа постане султан, њена сопствена деца бити убијена дављењем, што је био обичај у османској династији. Заиста, барем до владавине Ахмеда I, царству су недостајала било каква формална средства за регулисање сукцесије и стога се често ослањала на окрутну праксу убијања конкурентских принчева како би се избегли немири и побуне. Штавише, принц Мустафа је једногласно признат као најталентованији од све браће и уживао је подршку моћног Ибрахим-паше, у то време великог везира царства, као и војске, а посебно јањичара. Аустријски амбасадор Огијер Жиселин де Бусбек је приметио да „Сулејман међу својом децом има сина по имену Мустафа, дивно васпитаног и разборитог, који има 24 или 25 година за владање; нека Бог никада не допусти да нам се Сарацен такве снаге приближи". Такође је говорио о Мустафиним „изванредним природним даровима”. Верује се да је Хурем, бар делимично, одговорна за интриге које су се догодиле око именовања наследника султаната; иако је била султанова жена, није имала никакву званичну улогу, али је то није спречило да врши снажан политички утицај. У настојању да избегне погубљење своје деце, Хурем је највероватније искористила свој утицај на свог мужа да елиминише оне који су подржавали Мустафин успон.

#### Убиство принца Мустафе
Дакле, у борбама за власт које је очигледно подстакла Хурем, Сулејман је дозволио атентат на Ибрахима и заменио га својим зетом, Рустем-пашом. Године 1552, када је почео трећи поход на Персију и Рустем је постављен за главног команданта експедиције, почеле су интриге против Мустафе. Рустем је послао једног од султанових најповерљивијих људи да извести да војници сматрају да је дошло време да на престо поставе млађег принца, пошто султан није лично водио војску; истовремено су се шириле гласине да је Мустафа био за ту идеју. Љут због тога и верујући да је Мустафа ковао заверу против њега за трон, следећег лета по повратку из похода на Персију, Сулејман је позвао свог сина у свој шатор у долини Ерегли рекавши да се може „отарасити злочина оптужен и да нема чега да се плаши ако дође“.
Мустафа је био суочен са избором: или да изађе пред свог оца под ризиком да буде убијен или, ако одбије, да буде оптужен за издају. На крају, Мустафа је одлучио да уђе у очев шатор, уверен да ће га подршка војске заштитити. Бусбек, који тврди да је добио исказ од очевидаца, описао је Мустафине последње тренутке. Када је Мустафа ушао у очев шатор, евнуси су га напали док се он храбро бранио. Отац, одвојен од борбе само платненим засторима шатора, провирио је кроз свој шатор и „упутио жестоке и претеће погледе немима, и претећим гестовима оштро прекорио њихово оклевање. Тада су неми у узбуни, удвостручивши напоре, бацили Мустафу на земљу и, бацивши му конопац око врата, задавили га“. Османски народ је негативно дочекао вест о Мустафином убиству, јањичари су оптужили Сулејмана да је „угасио најсјајније сунце“; песници и писци прославили су младог принца коме су посветили елегије и дела.

#### Грађански рат
Наводи се да је Џихангир умро од туге неколико месеци након вести о убиству свог полубрата. Два преживела брата, Селим и Бајазит, добили су команду у различитим деловима царства. У року од неколико година, међутим, између њих је избио грађански рат, сваки уз подршку лојалних снага. Уз помоћ очеве војске, Селим је победио Бајазита код Коније 1559. године, навевши овог потоњег да потражи уточиште код Сафавида заједно са своја четири сина. Након дипломатске размене, султан је затражио од шаха Тахмаспа да Бајазит буде изручен или погубљен. 1561. године, у замену за велике количине злата, шах је дозволио турском убици да задави Бајазита заједно са свим његовим синовима, чиме је ефективно отворио пут Селимовом наслеђу на престолу пет година касније.

### Кампање на Индијском океану
Османски бродови су пловили Индијским океаном још од 1518. године. Османски адмирали као што су Хадим Сулејман паша, Сеиди Али Реис и Куртоглу Хазир Реис су познати да су пловили све до лука Могулског царства као што су Тата, Сурат. Познато је да је могулски цар Ахбар Велики лично разменио шест докумената са Сулејманом Величанственим.
У Индијском океану, Сулејман је водио неколико поморских кампања против Португалаца у покушају да их уклони и успоставити трговину са Индијом. Аден у Јемену био је окупиран од стране Турака 1538, у циљу да се обезбеди основа за османску рацију против португалских поседа на западној обали данашњег Пакистана и Индије. Пловећи ка Индији, Турци нису били успешни против Португалаца у опсади града Диу септембра 1538, али су се потом вратили у Аден којег су утврдили са стотину комада артиљерије. Одавде Хадим Сулејман-паша је преузео контролу над целим Јеменом, заузимајући и град Сану. Међутим Аден се успротивио Турцима и позвао је Португалце, који су имали контролу над градом све док Пири Реис није повратио Аден 1548. године. Са јаком контролом над Црвеним морем Сулејман је успешно контролисао индијске трговачке путеве за Португал и задржао је висок ниво трговине са Могулским царством током целог 16. века. Сулејманов адмирал Пири Реис је водио османску флоту на Индијском океану у успео је у заузимању Маската 1552. године. Године 1564, Сулејман је примио посланство из Аћеха (данашња Индонезија), која је тражила подршку од Османског царства против Португалије. Као резултат ове сарадње била је османска експедиција на Аћех, која је омогућила велику војну помоћ становницима Ачеxа.

### Трећи поход на Персију
Трагични догађаји у вези са сукцесијом одиграли су се у позадини онога што ће бити познато као трећи поход на Персију, последњи који је водио Сулејман. Операције су почеле 1552. године када је велики везир Рустем-паша, који је командовао војском, кренуо ка Анадолији стигавши до Карамана где се зауставио. Овом приликом Рустем је започео своју заверу против принца Мустафе, учинивши да се следећег лета Сулејман, да докаже да је још увек на челу Царства, такође стави на чело војске да се придружи великом везиру и учествује у походу.
Након погубљења његовог сина Мустафе, султан је кренуо у Алеп да се настани. Улазак у град, који је тренутно део Сирије, био је тријумфалан и раскошан. Енглески истраживач Ентони Џенкинсон је врло детаљно испричао да је поворку отворило 6.000 лаких коњаника спахија, обучених у скарлетно црвено, праћено 10.000 трибутара, у жутим сомотским хаљинама, а за њима су редом ишла 4 капетана, сваки на челу 12.000 наоружаних људи; затим 16.000 јањичара обучених у пурпурно и три човека на белим коњима; затим султан „његово блиставо величанство“ праћен великим достојанственицима и 4 000 наоружаних витезова који су затворили поворку.
У пролеће, након што је шаху Тахмаспу послао ултиматум у којем тражи да се поново придружи сунизму, након чега је уследио очигледан негативан одговор, Сулејман је започео војне операције које су довеле до разарања широм Јереванског региона. Насилна отоманска офанзива подстакла је шаха да захтева прекид непријатељстава; султан је прихватио понуду и из тога је произашао мир у Амасији, уговорен 29. маја 1555. године, у коме су границе између два царства поново исцртане са шахом који је признао османска освајања, али у којем је Сулејман дозволио шиитским ходочасницима да безбедно стигну до светих места ислама под његовом контролом. Штавише, шах је обећао да ће зауставити рације и шиитску пропаганду у Анадолији. Након ових споразума, више од двадесет година није било сукоба на персијском фронту.
У исто време, Сулејман је морао да се суочи и са гашењем нове побуне, једне од најозбиљнијих, унутар свог царства. Субјект је тврдио да је принц Мустафа који је избегао убиство и успоставио нову нелегитимну владу у Северној Анадолији регрутовањем многих побуњеника. Устаници су заустављени одлучном интервенцијом принца Бајазита, али је било јасно да су ови немири били сигнал лошег стања сељачког становништва, схрваног инфлацијом и великим порезима којима су били подвргнути. Царство је било сведок тешке монетарне кризе изазване доласком јефтиног, често фалсификованог новца из Европе.

### Неуспех на Малти
Године 1530. цар Карло V дао је витезовима хоспиталцима, које је Сулејман неколико година раније протерао са Родоса, острво Малта где су, након насељавања, имали прилику да се реконструишу. Османски диван, забринут због упада хришћана на њихову морнарицу, одлучио је да припреми експедицију да их нападне у њиховој новој бази. Планирање новог похода, у који су била укључена сва бродоградилишта Златног рога, било је дуго и трајало је до почетка 1565. Када је била спремна, флота која је бројала преко две стотине бродова, укључујући 150 галија у борбеној опреми, кренула је на море код команду Лала Кара Мустафе паше. Велике припреме, међутим, нису могле бити скривене и стога су узнемириле витезове који су имали времена да припреме одбрану; отпор острва, који је предводио Велики мајстор Жан де ла Валет, могао је да рачуна на 8 500 бранилаца укључујући седам стотина витезова.
Велика опсада Малте почела је 18. маја и убрзо су острво заузели Османлије које, међутим, нису успеле да заузму стратешке тврђаве Сант'Елмо и Сант'Анђело. Упркос непрекидном бомбардовању, Османлије нису могле да имају предност и 12. септембра одлучено је да се флота повуче у престоницу. Пораз, први у Сулејманово време, коштао је Турке између 20.000 и 35.000 људи, у зависности од извора.

### Последњи поход и смрт
Године 1566. Сулејман је имао 72 године, од којих је 46 провео у влади царства; остарели султан је боловао од гихта због чега је морао да се креће у инвалидским колицима. Максимилијан II Хабзбуршки је наследио свог оца Фердинанда I на трону Светог римског царства и дао нови живот хабзбуршким претензијама на подунавске земље, поново отворивши питање Трансилваније које је било по страни неколико година након османских победа.
Дана 1. маја 1566. султан је напустио Константинопољ на челу једне од највећих армија којима је икада командовао, око 300.000 војника опремљених масивном артиљеријом, за свој тринаести војни поход. Више од десет година није лично учествовао у експедицији и због тога је био критикован, како од везира, тако и од обичног народа, јер се веровало да је за вођу Османлија дужност да се непрекидно бори, прошири границе ислама на штету неверника. Према информацијама, кампања би била једноставна, вероватно без потребе за сукобима.
Међутим, болест га је дубоко ослабила, више није могао да седи на коњу и био је приморан да прати трупе само захваљујући кочији. Након што је природним узроцима успорен марш, који је трајао 49 дана, Сулејман је стигао у Београд и потом наставио пут Земуна где га је са великом помпом дочекао Јован II Жигмунд Запоља.
Након што му је дао власт над територијама између Тисе и Трансилваније, султан је кренуо ка Сигетвару, који је ставио под опсаду од 6. августа. Борбе ће се наставити до 8. септембра, али Сулејман није могао да види крај: умро је у свом шатору у ноћи између 5. и 6. септембра. Да би избегао немире у војсци, која је још увек била ангажована у походу, велики везир Мехмед-паша Соколовић је одлучио да вест о краљевом нестанку сачува у тајности, бар док његов наследник Селим не дође пред очев ковчег. У том тренутку, једини преостали принц био је у Кутахији где је био гувернер и, чим је био обавештен, отишао је да стигне до Соколовића. Чекајући, велики везир је спречио све да уђу у шатор где се налазило Сулејманово тело и издавао наређења трупама као да долазе од самог сада покојног султана. Резерва је одржана и када је војска кренула на повратак у Цариград по завршетку операција у прекодунавском региону. Тек када је поворка била близу Београда стигао је Селим и тада је вест могла да се прошири.
Балсамовано тело султана враћено је у Цариград да би било сахрањено поред Рокселане у маузолеју изграђеном у близини Сулејманије џамије, док су његово срце, јетра и неки други органи сахрањени у Турбеку, код Сигетвара, где је подигнут кенотаф који је постао свето место и одредиште ходочашћа. У року од једне деценије изграђена је џамија и оближњи суфијски дом, а неколико десетина војника је послато да чувају место.

## Лични живот
Сулејман је имао две познате султаније, иако је у његовом харему било укупно жена.
- Фулане-хатун
- Махидевран султанија
- Хурем султанија (вечна љубав, мајка шесторо деце и законита супруга)

### Деца
Сулејман је имао неколико деце са својим супругама, укључујући:

#### Синови
- Принц Махмуд (1512, палата Маниса, Маниса – 29. октобар 1521, палата Топкапи, Истанбул, сахрањен у џамији Јавуз Селим), син са Фулане;
- Принц Мустафа (1515, палата Маниса, Маниса – погубљен, по налогу свог оца, 6. октобра 1553, Конија, сахрањен у комплексу Муратије, Бурса), син са Махидевран. Имао је синове Орхана (умро 1552) и Мехмеда (погубљен 1553), и кћери Нергисшах (умрла 1592) и Шах (умрла 1577);
- Принц Мурат (1519, палата Маниса, Маниса – 19. октобар 1521, палата Топкапи, Истанбул, сахрањен у џамији Јавуз Селим), син са Гулфем;
- Принц Мехмед (1521, палата Топкапи, Истанбул – 6. новембар 1543, палата Маниса, Маниса, сахрањен у џамији Шехзаде, Истанбул), син са Хурем;
- Принц Абдулах (1523, палата Топкапи, Истанбул – 1526, палата Топкапи, Истанбул, сахрањен у џамији Јавуз Селим), син са Хурем
- Султан Селим II (30. мај 1524, палата Топкапи, Истанбул – 12/15. децембар 1574, палата Топкапи, Истанбул, сахрањен у маузолеју Селима II, џамија Аја Софија), син са Хурем. Имао је сина Мурата (који га је наследио), још шест синова који су убијени, и кћери Есмахан, Шах, Гевхерхан, Фатму и Ајше
- Принц Бајазит (1525, палата Топкапи, Истанбул – погубљен од стране агената његовог оца 25. септембра 1561, Казвин, Сафавидско царство, сахрањен у Мелик-и Ачем, Сивас), син са Хурем. Имао је пет синова (погубљени 1561. са оцем) и кћери Ајше (умрла 1572) и Михримах (умрла 1602);
- Принц Џихангир (9. децембар 1531, палата Топкапи, Истанбул – 27. новембар 1553, Конија, сахрањен у џамији Шехзаде, Истанбул), син са Хурем.

#### Кћери
- Михримах-султанија (1522, Палата Топкапи, Истанбул – 25. јануар 1578, сахрањена у маузолеју Сулејмана Величанственог, Сулејманије џамија), ћерка са Хурем султанијом. Удала се за Рустем-пашу 1539. године и имала кћер Хумашах и сина Османа.
- Разије-султанија (умрла 17. октобра 1521)

### Макбул Ибрахим- паша
Паргалија Ибрахим-паша је био Сулејманов друг из детињства и касније је био његов велики пријатељ. Ибрахим је заправо био православни хришћанин из Грчке. Он је школован, након што је узет као данак у крви. Он је прво био Сулејманов соколар, па је потом унапређен у управника двора, да би 1523. године постао велики везир, а 1529. и командант целе османске војске. Сулејман је такође једном приликом Ибрахима прогласио за беглербега Румелије. Према једном хроничару из 17. века Ибрахим је замолио Сулејмана да га не промовише на тако високим позицијама, страхујући за своју безбедност, али му је Сулејман на то одговорио да под његовом владавином, без обзира на околности, Ибрахима никада неће убити или угрозити његов живот. Ипак, на крају Ибрахим је пао у немилост султану. Током тринаест година, колико је служио као велики везир, његовог брзог успона на власт и огромне акумулације богатства, Ибрахим је стекао много непријатеља у Сулејмановом парламенту (дивану), као и у харему. Током похода на Сафавидску Персију 1533. године Сулејман је прогласио Ибрахима за сераскера (врховног заповедника војске). Након тога до султана је доспело писмо писано Ибрахимовом руком у којем се потписао као сераскер-султан, које је Сулејман схватио као тешку и велику увреду. Сулејманове сумње о Ибрахимовој лојалности су погоршане након свађе Ибрахима и министра финансија Искендер Челебија. Овај спор је решен тако што је Челеби пао у немилост султана, којег је Ибрахим убедио да смрћу казни Искендера Челебију. Међутим, пред смрт Челебија је својим последњим речима оптужио Ибрахима да прави заверу против Сулејмана. Ове речи на самрти су убедиле Сулејмана да Ибрахим планира издају.

### Хурем султанија
Сулејман је био опчињен Хурем султанијом, која је била девојка из његовог харема. Била је пореклом из Русије, тачније из данашње Украјине. Њено право име било је Александра ла Роса. Према неким западним дипломатама, који су чули трачеве у палати о њој, назвали су је „Рокселана“, што упућује на њено руско порекло. Као ћерка православног свештеника, отета је од стране Татара и продата као робље у Константинопољу и касније се уздизала до самих врхова харема да би постала Сулејманова миљеница, док су многи сматрали да је она вештица, која је зачарала султана.
Под псеудонимом Мухиби, Сулејман је написао ове љубавне стихове Хурем (слободан превод):
| „ | Трон моје усамљене нише, моје богатство, моја љубав, моја месечина. Мој најискренији пријатељу, мој повереник, мој разлог постојања, моја султанија, моја љубав. Најлепша међу најлепшима... Моје пролеће, моја весела суочљива љубав, мој дан, моја драга, мој лист што се смеје... Моја биљка, моја најслађа, моја ружа, једина која ме не узнемирује на овом свету... Мој Цариград, мој Караман, земља моје Анадолије... Мој Будахшан, мој Багдад и Хорасан. Моја жена лепе косе, моја љубав косог чела, моја љубав очију пуних несташлука... Ја ћу вам вечно певати похвале, ако сам за ту сврху послан на овај свет... Ја, љубавник напаћеног срца, Мухибиби са очима пуним суза, ја сам срећан. | ” |

## Наслеђе
Сулејманове две хасеки султаније су му подариле осам синова, од којих су четворица преживели до 1550-их. То су били Мустафа, Селим, Бајазит и Џихангир. Од ових само Мустафа није био Хуремин син, већ је био син Махидевран Гулбахар султаније ("Пролећна ружа"), који је био старији од Хуреминих синова, па је имао предност да наследи трон. Хурем је била свесна да ако Мустафа постане султан, она и њена деца биће убијени. Али ипак је Мустафа од све браће био најталентованији, а имао је и велику подршку и од Ибрахим-паше. Аустријски амбасадор Бузбек је једном приликом записао: „Сулејман међу својом децом има сина по имену Мустафа, чудесно добро образованог и разборитог и ближи му се доба владавине, пошто има 24 или 25 година. Дао Бог да варварин такве снаге никада не дође близу нас“, чувши приче о Мустафиним „невероватним природним даровима“. Хурем је била бар делом одговорна око именовања престолонаследника. Иако је била Сулејманова супруга, она није имала никакву званичну јавну улогу. То није, међутим, спречило Хурем да има велики политички утицај.

## Физички изглед и личност
Венецијански дипломата Бартоломео Контарини оставио је један од првих описа Сулејмановог изгледа, у време када је постао султан: „има само двадесет пет година [заправо 26], висок и мршав, али жилав, мршавог и кошчатог лица. Длаке на лицу су приметне, али једва. Султан се појављује пријатељски и добро расположен. Каже се да Сулејман има одговарајуће име, да ужива у читању, да је добро информисан и да има добар разум.“ Уместо тога, прва нацртана слика је дело Албрехта Дирера из 1526. који, међутим, никада није срео османског султана, већ је заснован на описима венецијанских трговаца који су били у Цариграду. Доброту Диреровог приказа, међутим, потврђују сличности са цртежом Хијеронимуса Хопфера; у оба случаја велики султан се појављује са издуженим вратом, лучним носом и малим ушима; црте лица које снажно подсећају на изглед прадеде Мехмеда II како га преноси чувени портрет Ђентилеа Белинија. Каснији опис, који датира из година зрелости, описује га као „младог човека, мршавог и веома крхког, али му је рука веома јака и каже се да најбоље од свих уме да пуца луком“.

## Породично стабло
| \| \| \| \| \| \| \| \| \| \| \| \| \| \| 16. Мурат II \| \| \| \| \| \| \| \| \| \| \| \| \| \| \| \| \| \| \| \| \| \| \| \| \| \| \| \| \| \| \| \| \| \| \| \| \| \| \| \| \| \| \| \| \| \| \| \| \| \| \| \| \| \| \| \| \| \| \| \| 8. Мехмед II Освајач \| \| \| \| \| \| \| \| \| \| \| \| \| \| \| \| \| \| \| \| \| \| \| \| \| \| \| \| \| \| \| \| \| \| \| \| \| \| \| \| \| \| \| \| \| \| \| \| \| \| \| \| \| \| \| \| \| \| \| \| \| \| \| \| \| \| \| \| \| \| \| \| 17. Хума Хатун \| \| \| \| \| \| \| \| \| \| \| \| \| \| \| \| \| \| \| \| \| \| \| \| \| \| \| \| \| \| \| \| \| \| \| \| \| \| \| \| \| \| \| \| \| \| \| \| \| \| \| \| \| \| \| \| \| \| \| \| \| \| \| \| \| \| \| \| \| \| \| \| 4. Бајазит II \| \| \| \| \| \| \| \| \| \| \| \| \| \| \| \| \| \| \| \| \| \| \| \| \| \| \| \| \| \| \| \| \| \| \| \| \| \| \| \| \| \| \| \| \| \| \| \| \| \| \| \| \| \| \| \| \| \| \| \| \| \| \| \| \| \| \| \| \| \| \| \| \| \| \| \| \| \| \| \| \| \| \| \| \| \| \| \| \| \| \| \| \| \| \| \| \| \| \| \| \| \| \| \| \| \| \| \| \| \| \| \| \| \| \| \| \| \| \| \| \| \| \| \| \| \| \| \| \| \| \| \| \| \| \| \| \| \| \| \| \| \| \| \| 9. Мукриме или Емине Гулбахар \| \| \| \| \| \| \| \| \| \| \| \| \| \| \| \| \| \| \| \| \| \| \| \| \| \| \| \| \| \| \| \| \| \| \| \| \| \| \| \| \| \| \| \| \| \| \| \| \| \| \| \| \| \| \| \| \| \| \| \| \| \| \| \| \| \| \| \| \| \| \| \| \| \| \| \| \| \| \| \| \| \| \| \| \| \| \| \| \| \| \| \| \| \| \| \| \| \| \| \| \| \| \| \| \| \| \| \| \| \| \| \| \| \| \| \| \| \| \| \| \| \| \| \| \| \| \| \| \| \| \| \| \| \| \| \| \| \| \| \| \| \| \| \| 2. Селим I \| \| \| \| \| \| \| \| \| \| \| \| \| \| \| \| \| \| \| \| \| \| \| \| \| \| \| \| \| \| \| \| \| \| \| \| \| \| \| \| \| \| \| \| \| \| \| \| \| \| \| \| \| \| \| \| \| \| \| \| \| \| \| \| \| \| \| \| \| \| \| \| \| \| \| \| \| \| \| \| \| \| \| \| \| \| \| \| \| \| \| \| \| \| \| \| \| \| \| \| \| \| \| \| \| \| \| \| \| \| \| \| \| \| \| \| \| \| \| \| \| \| \| \| \| \| \| \| \| \| \| \| \| \| \| \| \| \| \| \| \| \| \| \| \| \| \| \| \| \| \| \| \| \| \| \| \| \| \| \| \| \| \| \| \| \| \| \| \| \| \| \| \| \| \| \| \| \| \| \| \| \| \| \| \| \| \| \| \| \| \| \| \| \| \| \| \| \| \| \| \| \| \| \| \| \| \| \| \| \| \| \| \| \| \| \| \| \| \| \| \| \| \| \| \| \| \| \| \| \| \| \| \| \| \| \| \| \| \| \| \| \| \| \| \| \| \| \| \| \| \| \| \| \| \| \| \| \| \| \| \| \| \| \| \| \| \| \| \| \| \| \| \| \| \| \| \| \| \| \| \| \| \| \| \| \| \| \| 5. Гулбахар Хатун \| \| \| \| \| \| \| \| \| \| \| \| \| \| \| \| \| \| \| \| \| \| \| \| \| \| \| \| \| \| \| \| \| \| \| \| \| \| \| \| \| \| \| \| \| \| \| \| \| \| \| \| \| \| \| \| \| \| \| \| \| \| \| \| \| \| \| \| \| \| \| \| \| \| \| \| \| \| \| \| \| \| \| \| \| \| \| \| \| \| \| \| \| \| \| \| \| \| \| \| \| \| \| \| \| \| \| \| \| \| \| \| \| \| \| \| \| \| \| \| \| \| \| \| \| \| \| \| \| \| \| \| \| \| \| \| \| \| \| \| \| \| \| \| \| \| \| \| \| \| \| \| \| \| \| \| \| \| \| \| \| \| \| \| \| \| \| \| \| \| \| \| \| \| \| \| \| \| \| \| \| \| \| \| \| \| \| \| \| \| \| \| \| \| \| \| \| \| \| \| \| \| \| \| \| \| \| \| \| \| \| \| \| \| \| \| \| \| \| \| \| \| \| \| \| \| \| \| \| \| \| \| \| \| \| \| \| \| \| \| \| \| \| \| \| \| \| \| \| \| \| \| \| \| \| \| \| \| \| \| \| \| \| \| \| \| \| \| \| \| \| \| \| \| \| \| \| \| \| \| \| \| \| \| \| \| \| \| 1. Сулејман Величанствени \| \| \| \| \| \| \| \| \| \| \| \| \| \| \| \| \| \| \| \| \| \| \| \| \| \| \| \| \| \| \| \| \| \| \| \| \| \| \| \| \| \| \| \| \| \| \| \| \| \| \| \| \| \| \| \| \| \| \| \| \| \| \| \| \| \| \| \| \| \| \| \| \| \| \| \| \| \| \| \| \| \| \| \| \| \| \| \| \| \| \| \| \| \| \| \| \| \| \| \| \| \| \| \| \| \| \| \| \| \| \| \| \| \| \| \| \| \| \| \| \| \| \| \| \| \| \| \| \| \| \| \| \| \| \| \| \| \| \| \| \| \| \| \| 12. Хаџи I Гирај \| \| \| \| \| \| \| \| \| \| \| \| \| \| \| \| \| \| \| \| \| \| \| \| \| \| \| \| \| \| \| \| \| \| \| \| \| \| \| \| \| \| \| \| \| \| \| \| \| \| \| \| \| \| \| \| \| \| \| \| \| \| \| \| \| \| \| \| \| \| \| \| \| \| \| \| \| \| \| \| \| \| \| \| \| \| \| \| \| \| \| \| \| \| \| \| \| \| \| \| \| \| \| \| \| \| \| \| \| \| \| \| \| \| \| \| \| \| \| \| \| \| \| \| \| \| \| \| \| \| \| \| \| \| \| \| \| \| \| \| \| \| \| \| 6. Менгли Гирај \| \| \| \| \| \| \| \| \| \| \| \| \| \| \| \| \| \| \| \| \| \| \| \| \| \| \| \| \| \| \| \| \| \| \| \| \| \| \| \| \| \| \| \| \| \| \| \| \| \| \| \| \| \| \| \| \| \| \| \| \| \| \| \| \| \| \| \| \| \| \| \| \| \| \| \| \| \| \| \| \| \| \| \| \| \| \| \| \| \| \| \| \| \| \| \| \| \| \| \| \| \| \| \| \| \| \| \| \| \| \| \| \| \| \| \| \| \| \| \| \| \| \| \| \| \| \| \| \| \| \| \| \| \| \| \| \| \| \| \| \| \| \| \| \| \| \| \| \| \| \| \| \| \| \| \| \| \| \| \| \| \| \| \| \| \| \| \| \| \| \| \| \| \| \| \| \| \| \| \| \| \| \| \| \| \| \| \| \| \| \| \| \| \| \| \| \| \| \| \| \| \| \| \| \| \| \| \| \| \| \| \| \| \| \| \| \| \| \| \| \| \| \| \| \| \| \| \| \| \| \| \| \| \| \| \| \| \| \| \| \| \| \| \| \| \| \| \| \| \| \| \| \| \| \| \| \| \| \| \| \| \| \| \| \| \| \| \| \| \| \| \| \| \| \| \| \| \| \| \| \| \| \| \| \| \| \| \| 3. Султанија Ајше Хафса \| \| \| \| \| \| \| \| \| \| \| \| \| \| \| \| \| \| \| \| \| \| \| \| \| \| \| \| \| \| \| \| \| \| \| \| \| \| \| \| \| \| \| \| \| \| \| \| \| \| \| \| |                               |  |  |  |  |  |  |  |  |  |  |  |              |  |  |  |
| |                               |  |  |  |  |  |  |  |  |  |  |  | 16. Мурат II |  |  |  |
| |                               |  |  |  |  |  |  |  |  |  |  |  |              |  |  |  |
| |                               |  |  |  |  |  |  |  |  |  |  |  |              |  |  |  |
| |                               |  |  |  |  |  |  |  |  |  |  |  |              |  |  |  |
| | 8. Мехмед II Освајач          |  |  |  |  |  |  |  |  |  |  |  |              |  |  |  |
| |                               |  |  |  |  |  |  |  |  |  |  |  |              |  |  |  |
| |                               |  |  |  |  |  |  |  |  |  |  |  |              |  |  |  |
| |                               |  |  |  |  |  |  |  |  |  |  |  |              |  |  |  |
| | 17. Хума Хатун                |  |  |  |  |  |  |  |  |  |  |  |              |  |  |  |
| |                               |  |  |  |  |  |  |  |  |  |  |  |              |  |  |  |
| |                               |  |  |  |  |  |  |  |  |  |  |  |              |  |  |  |
| |                               |  |  |  |  |  |  |  |  |  |  |  |              |  |  |  |
| | 4. Бајазит II                 |  |  |  |  |  |  |  |  |  |  |  |              |  |  |  |
| |                               |  |  |  |  |  |  |  |  |  |  |  |              |  |  |  |
| |                               |  |  |  |  |  |  |  |  |  |  |  |              |  |  |  |
| |                               |  |  |  |  |  |  |  |  |  |  |  |              |  |  |  |
| |                               |  |  |  |  |  |  |  |  |  |  |  |              |  |  |  |
| |                               |  |  |  |  |  |  |  |  |  |  |  |              |  |  |  |
| |                               |  |  |  |  |  |  |  |  |  |  |  |              |  |  |  |
| |                               |  |  |  |  |  |  |  |  |  |  |  |              |  |  |  |
| | 9. Мукриме или Емине Гулбахар |  |  |  |  |  |  |  |  |  |  |  |              |  |  |  |
| |                               |  |  |  |  |  |  |  |  |  |  |  |              |  |  |  |
| |                               |  |  |  |  |  |  |  |  |  |  |  |              |  |  |  |
| |                               |  |  |  |  |  |  |  |  |  |  |  |              |  |  |  |
| |                               |  |  |  |  |  |  |  |  |  |  |  |              |  |  |  |
| |                               |  |  |  |  |  |  |  |  |  |  |  |              |  |  |  |
| |                               |  |  |  |  |  |  |  |  |  |  |  |              |  |  |  |
| |                               |  |  |  |  |  |  |  |  |  |  |  |              |  |  |  |
| | 2. Селим I                    |  |  |  |  |  |  |  |  |  |  |  |              |  |  |  |
| |                               |  |  |  |  |  |  |  |  |  |  |  |              |  |  |  |
| |                               |  |  |  |  |  |  |  |  |  |  |  |              |  |  |  |
| |                               |  |  |  |  |  |  |  |  |  |  |  |              |  |  |  |
| |                               |  |  |  |  |  |  |  |  |  |  |  |              |  |  |  |
| |                               |  |  |  |  |  |  |  |  |  |  |  |              |  |  |  |
| |                               |  |  |  |  |  |  |  |  |  |  |  |              |  |  |  |
| |                               |  |  |  |  |  |  |  |  |  |  |  |              |  |  |  |
| |                               |  |  |  |  |  |  |  |  |  |  |  |              |  |  |  |
| |                               |  |  |  |  |  |  |  |  |  |  |  |              |  |  |  |
| |                               |  |  |  |  |  |  |  |  |  |  |  |              |  |  |  |
| |                               |  |  |  |  |  |  |  |  |  |  |  |              |  |  |  |
| |                               |  |  |  |  |  |  |  |  |  |  |  |              |  |  |  |
| |                               |  |  |  |  |  |  |  |  |  |  |  |              |  |  |  |
| |                               |  |  |  |  |  |  |  |  |  |  |  |              |  |  |  |
| |                               |  |  |  |  |  |  |  |  |  |  |  |              |  |  |  |
| | 5. Гулбахар Хатун             |  |  |  |  |  |  |  |  |  |  |  |              |  |  |  |
| |                               |  |  |  |  |  |  |  |  |  |  |  |              |  |  |  |
| |                               |  |  |  |  |  |  |  |  |  |  |  |              |  |  |  |
| |                               |  |  |  |  |  |  |  |  |  |  |  |              |  |  |  |
| |                               |  |  |  |  |  |  |  |  |  |  |  |              |  |  |  |
| |                               |  |  |  |  |  |  |  |  |  |  |  |              |  |  |  |
| |                               |  |  |  |  |  |  |  |  |  |  |  |              |  |  |  |
| |                               |  |  |  |  |  |  |  |  |  |  |  |              |  |  |  |
| |                               |  |  |  |  |  |  |  |  |  |  |  |              |  |  |  |
| |                               |  |  |  |  |  |  |  |  |  |  |  |              |  |  |  |
| |                               |  |  |  |  |  |  |  |  |  |  |  |              |  |  |  |
| |                               |  |  |  |  |  |  |  |  |  |  |  |              |  |  |  |
| |                               |  |  |  |  |  |  |  |  |  |  |  |              |  |  |  |
| |                               |  |  |  |  |  |  |  |  |  |  |  |              |  |  |  |
| |                               |  |  |  |  |  |  |  |  |  |  |  |              |  |  |  |
| |                               |  |  |  |  |  |  |  |  |  |  |  |              |  |  |  |
| | 1. Сулејман Величанствени     |  |  |  |  |  |  |  |  |  |  |  |              |  |  |  |
| |                               |  |  |  |  |  |  |  |  |  |  |  |              |  |  |  |
| |                               |  |  |  |  |  |  |  |  |  |  |  |              |  |  |  |
| |                               |  |  |  |  |  |  |  |  |  |  |  |              |  |  |  |
| |                               |  |  |  |  |  |  |  |  |  |  |  |              |  |  |  |
| |                               |  |  |  |  |  |  |  |  |  |  |  |              |  |  |  |
| |                               |  |  |  |  |  |  |  |  |  |  |  |              |  |  |  |
| |                               |  |  |  |  |  |  |  |  |  |  |  |              |  |  |  |
| | 12. Хаџи I Гирај              |  |  |  |  |  |  |  |  |  |  |  |              |  |  |  |
| |                               |  |  |  |  |  |  |  |  |  |  |  |              |  |  |  |
| |                               |  |  |  |  |  |  |  |  |  |  |  |              |  |  |  |
| |                               |  |  |  |  |  |  |  |  |  |  |  |              |  |  |  |
| |                               |  |  |  |  |  |  |  |  |  |  |  |              |  |  |  |
| |                               |  |  |  |  |  |  |  |  |  |  |  |              |  |  |  |
| |                               |  |  |  |  |  |  |  |  |  |  |  |              |  |  |  |
| |                               |  |  |  |  |  |  |  |  |  |  |  |              |  |  |  |
| | 6. Менгли Гирај               |  |  |  |  |  |  |  |  |  |  |  |              |  |  |  |
| |                               |  |  |  |  |  |  |  |  |  |  |  |              |  |  |  |
| |                               |  |  |  |  |  |  |  |  |  |  |  |              |  |  |  |
| |                               |  |  |  |  |  |  |  |  |  |  |  |              |  |  |  |
| |                               |  |  |  |  |  |  |  |  |  |  |  |              |  |  |  |
| |                               |  |  |  |  |  |  |  |  |  |  |  |              |  |  |  |
| |                               |  |  |  |  |  |  |  |  |  |  |  |              |  |  |  |
| |                               |  |  |  |  |  |  |  |  |  |  |  |              |  |  |  |
| |                               |  |  |  |  |  |  |  |  |  |  |  |              |  |  |  |
| |                               |  |  |  |  |  |  |  |  |  |  |  |              |  |  |  |
| |                               |  |  |  |  |  |  |  |  |  |  |  |              |  |  |  |
| |                               |  |  |  |  |  |  |  |  |  |  |  |              |  |  |  |
| |                               |  |  |  |  |  |  |  |  |  |  |  |              |  |  |  |
| |                               |  |  |  |  |  |  |  |  |  |  |  |              |  |  |  |
| |                               |  |  |  |  |  |  |  |  |  |  |  |              |  |  |  |
| |                               |  |  |  |  |  |  |  |  |  |  |  |              |  |  |  |
| | 3. Султанија Ајше Хафса       |  |  |  |  |  |  |  |  |  |  |  |              |  |  |  |
| |                               |  |  |  |  |  |  |  |  |  |  |  |              |  |  |  |
| |                               |  |  |  |  |  |  |  |  |  |  |  |              |  |  |  |